# Lucrezia Agujari
La Bastardella, o La Bastardina, nom d'art de Lucrezia Agujari (Ferrara, 1743/1746 – Parma, 18 de maig de 1783), va ser una soprano italiana de coloratura.
Fou anomenada La Bastardella per ser la filla natural d'un noble italià. S'educà en un convent, el capellà del qual li ensenyà música admirat de la seva veu, que arribava una extensió de tres octaves fins al do sobreagut, cosa difícil de creure si no fos pel testimoni de Mozart, que escriví una frase musical, que acabava amb la citada nota, per a la Bastardella. Es dedicà al teatre, sortint per primera vegada a escena l'any 1764 a Florència. La seva veu produí tal impressió en el públic, que la sol·licitaven tots els teatres d'Itàlia. Cantà en un dels teatres més aristocràtics de Londres. Al tornar a Itàlia, restà al servei de la cort de Parma, on es casà el 1780 amb el mestre de capella Giuseppe Colla (1731-1806), abandonant sobtadament la carrera teatral.